# Gunther Preiss
Gunther Preiss (* 25. September 1944 in Krischwitz) ist ein deutscher Politiker (DVU). Er war von 1998 bis 2002 Mitglied im Landtag Sachsen-Anhalt.

## Ausbildung und Leben
Gunther Preiss besuchte 1951 bis 1961 die POS und machte nach dem Abschluss der 10. Klasse von 1961 bis 1964 eine Elektromonteurlehre. 1964 bis 1966 leistete er Wehrdienst bei der NVA. 1966 bis 1996 arbeitete er als Elektromonteur und 1997 im Wach- und Sicherungsdienst.
Gunther Preiss ist verheiratet.

## Politik
Gunther Preiss war seit 1993 Mitglied der DVU, seit 1996 Mitglied des Landesvorstandes und seit 1997 Kreisvorsitzender seiner Partei. Er wurde bei der Landtagswahl in Sachsen-Anhalt 1998 über die Landesliste in den Landtag gewählt. Im Januar 2000 trat er aus der Fraktion aus und war zunächst fraktionslos. Seit dem 14. Februar 2000 gehörte er als Mitglied der Fraktion Deutsche Volksunion – Freiheitliche Liste an, die im März 2001 in Fraktion Deutsche Volksunion umbenannt wurde. Im Landtag war er Schriftführer.